# Raiffeisenbank Pfaffenhausen
Die Raiffeisenbank Pfaffenhausen eG ist eine deutsche Genossenschaftsbank mit Sitz in der bayerischen Marktgemeinde Pfaffenhausen im Landkreis Unterallgäu.

## Geschichte
Die Ansätze der Genossenschaftsbanken gehen auf die Grundsätze der Selbsthilfe, Selbstverantwortung und Selbstverwaltung von Hermann Schulze-Delitzsch und Friedrich Wilhelm Raiffeisen Mitte des 19. Jahrhunderts zurück. Diese beiden gründeten, unabhängig voneinander, die ersten Kreditgenossenschaften. Während Volksbanken vorwiegend in städtischen Bereichen entstanden, wurden in ländlichen Gebieten Raiffeisenbanken gegründet. Die erste Gründung einer Genossenschaftsbank erfolgte 1864.
Die älteste Wurzel der heutigen Raiffeisenbank Pfaffenhausen eG geht auf das Jahr 1896 zurück. Nachfolgend die Gründungsdaten der ehemals selbständigen Genossenschaften:
- Salgen (gegründet am 13. September 1896)
- Oberrieden (gegründet am 11. März 1900)
- Schöneberg (gegründet am 19. November 1905)
- Hausen (gegründet am 7. April 1907)
- Loppenhausen (gegründet am 29. Dezember 1907)
- Bedernau (gegründet am 26. Januar 1908)
- Pfaffenhausen (gegründet am 16. Mai 1909)
- Breitenbrunn (gegründet am 25. Februar 1912)
- Unterkammlach (Kammlach) (gegründet am 26. Januar 1913)
- Oberkammlach (Kammlach) (gegründet am 30. März 1914)
- Unterrieden (gegründet am 3. August 1919)
- Weilbach (gegründet am 8. März 1925).

Die heutige Bank entstand im Laufe der letzten über hundert Jahre durch Fusionen der nachfolgenden Genossenschaften:
- 1995 – Fusion der Raiffeisenbank Hausen-Salgen eG mit dem Sitz in Salgen mit der Raiffeisenbank Pfaffenhausen-Oberrieden-Schöneberg eG mit dem Sitz in Pfaffenhausen zur Raiffeisenbank Pfaffenhausen eG
- 1984 – Fusion der Raiffeisenbank Breitenbrunn-Loppenhausen eG mit dem Sitz in Breitenbrunn mit der Raiffeisenkasse Bedernau eG mit dem Sitz in Bedernau zur Raiffeisenbank Breitenbrunn-Loppenhausen-Bedernau eG
- 1983 – Fusion der Raiffeisenbank Oberrieden eG mit dem Sitz in Oberrieden mit der Raiffeisenbank Pfaffenhausen-Schöneberg eG zur Raiffeisenbank Pfaffenhausen-Oberrieden-Schöneberg eG
- 1982 – Fusion der Raiffeisenbank Oberkammlach eG mit dem Sitz in Oberkammlach mit der Raiffeisenbank Unterkammlach eG mit dem Sitz in Unterkammlach zur Raiffeisenbank Kammlach eG
- 1980 – Fusion der Raiffeisenbank Breitenbrunn eG mit der Raiffeisenbank Loppenhausen eG mit dem Sitz in Loppenhausen zur Raiffeisenbank Breitenbrunn-Loppenhausen eG
- 1977 – Fusion der Raiffeisenbank Hausen bei Mindelheim eG mit dem Sitz in Hausen mit der Raiffeisenkasse Salgen eG mit dem Sitz in Salgen zur Raiffeisenbank Hausen-Salgen eG
- 1977 – Fusion der Raiffeisenbank Pfaffenhausen eG mit der Raiffeisenkasse Schöneberg eG mit dem Sitz in Schöneberg zur Raiffeisenbank Pfaffenhausen-Schöneberg eG

Die letzten Fusionen fanden in den Jahren 2001 und 2002 statt, als die Raiffeisenbank Pfaffenhausen eG mit der Raiffeisenbank Kammlach eG mit dem Sitz in Kammlach (2001) und der Raiffeisenbank Breitenbrunn-Loppenhausen-Bedernau eG mit dem Sitz in Breitenbrunn (2002) fusionierte.

## Rechtsverhältnisse
Die Raiffeisenbank Pfaffenhausen eG ist im Genossenschaftsregister beim Amtsgericht Memmingen unter GnR 759 eingetragen.

## Organisationsstruktur
Rechtsgrundlagen sind das Genossenschaftsgesetz und die durch die Generalversammlung beschlossene Satzung. Organe der Bank sind der Vorstand, der Aufsichtsrat und die Generalversammlung.

## Sicherungseinrichtung
Die Raiffeisenbank Pfaffenhausen eG ist der amtlich anerkannten Sicherungseinrichtung des Bundesverbandes der Deutschen Volksbanken und Raiffeisenbanken GmbH und der zusätzlichen freiwilligen Sicherungseinrichtung des Bundesverbandes der Deutschen Volksbanken und Raiffeisenbanken e.V. angeschlossen.

## Geschäftsausrichtung
Die Raiffeisenbank Pfaffenhausen eG betreibt das Universalbankgeschäft, welche dem Genossenschaftsverband Bayern (Raiffeisen/Schulze-Delitzsch) e.V. angehört. Im Verbundgeschäft arbeitet sie mit der DZ Bank, R+V Versicherung, Bausparkasse Schwäbisch Hall, Teambank, VR Leasing, DZ Hyp und der Union Investment zusammen. Die Genossenschaft engagiert sich auch im gesellschaftlichen Leben der Region in verschiedenen Lebensbereichen ihrer Mitglieder und Kunden.

## Geschäftsgebiet
Das Geschäftsgebiet liegt im Norden des Landkreises Unterallgäu. Sie unterhält 3 Filialen in Orten der Verwaltungsgemeinschaft Pfaffenhausen sowie der Gemeinde Kammlach.

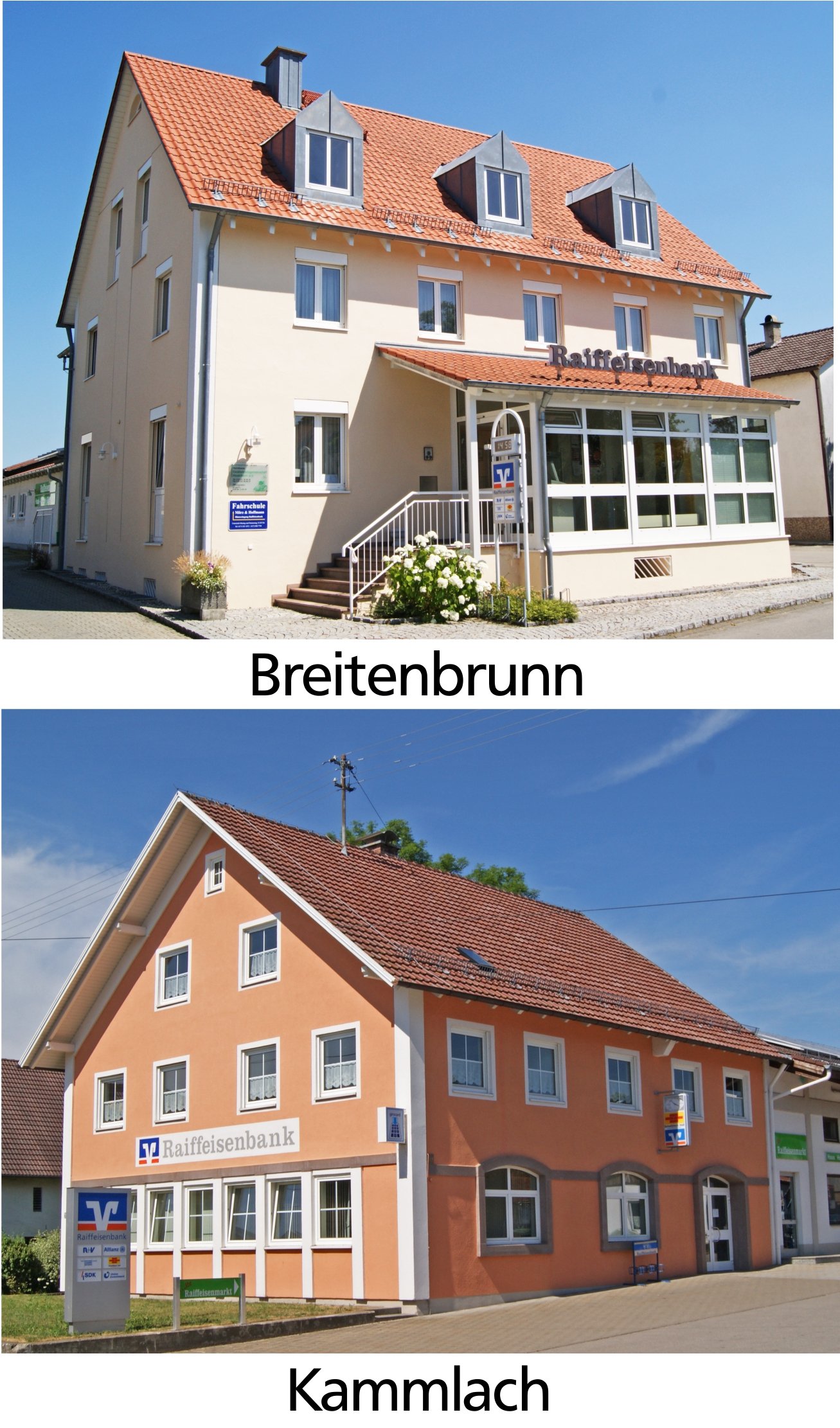
Filialen der Raiffeisenbank Pfaffenhausen eG

An diesen Orten betreibt die Bank Filialen:
- Pfaffenhausen (Hauptstelle, jur. Sitz)
- Breitenbrunn (Geschäftsstelle)
- Kammlach (Geschäftsstelle)

## Logografien
|                                                                             | Im Jahr 1930 wurde vom „Dorfkassen-Werbedienst“ die Odals-Rune als „Markenzeichen“ für die Spar- und Darlehenskassenvereine ausgewählt, weil das Kernstück der germanischen Welt- und Lebensauffassung das Odal, das Sippengut bzw. der Familienbesitz war. Eingefasst wurde die Rune von dem genossenschaftlichen Wahlspruch „Einer für Alle, Alle für Einen“. |
| erstes Giebelkreuz der Spar- und Darlehenskassen · Stilisiertes Giebelkreuz | Im Jahr 1936 musste dann aus politischen Gründen, die für die alteingesessenen Bauern als Ehrzeichen vorbehaltene Odalsrune durch das Sachsenkreuz (Giebelkreuz) anfänglich mit der Umschrift „Einer für Alle, Alle für Einen!“ ersetzt werden. Das Giebelkreuz ist ein uraltes bäuerliches Sinnbild, das überall in den germanischen Gebieten zu finden ist. Die gekreuzten Pferdeköpfe hoch am Giebel des Hauses sollen die Bewohner vor den Gefahren der Natur, wie Feuer, Wasser, Blitz und Sturm, schützen. Für uns kommt in diesem Symbol der Wille zum Ausdruck, alle schädlichen Einflüsse von unseren Ortschaften und unseren Mitgliedern und Geschäftsfreunden fernzuhalten. Es soll auch ein Zeichen der Einladung an alle sein, die Rat und Hilfe suchen. |
| gemeinsames Doppellogo der Volksbanken und Raiffeisenbanken                 | Nach der Fusion der bayerischen Verbände der Volksbanken und Raiffeisenbanken zum 1. Januar 1989 zum Genossenschaftsverband Bayern (Raiffeisen/Schulze-Delitzsch) e.V. wurde ein neues Logo erstellt, welches aus dem V-Monogramm der Volksbanken und dem Giebelkreuz der Raiffeisengenossenschaften gebildet worden ist. |
| neues Logo der Genossenschaftsbanken                                        | Im Jahre 2002 wurde das nebenstehende, neue, gemeinsame Genossenschaftslogo geschaffen, dessen linke Hälfte aus dem Logo stammt, welches bisher von den Volksbanken verwendet wurde, und dessen rechte Seite dem bisher von den Raiffeisenbanken verwendeten Giebelkreuz entnommen ist. |